# 수벌

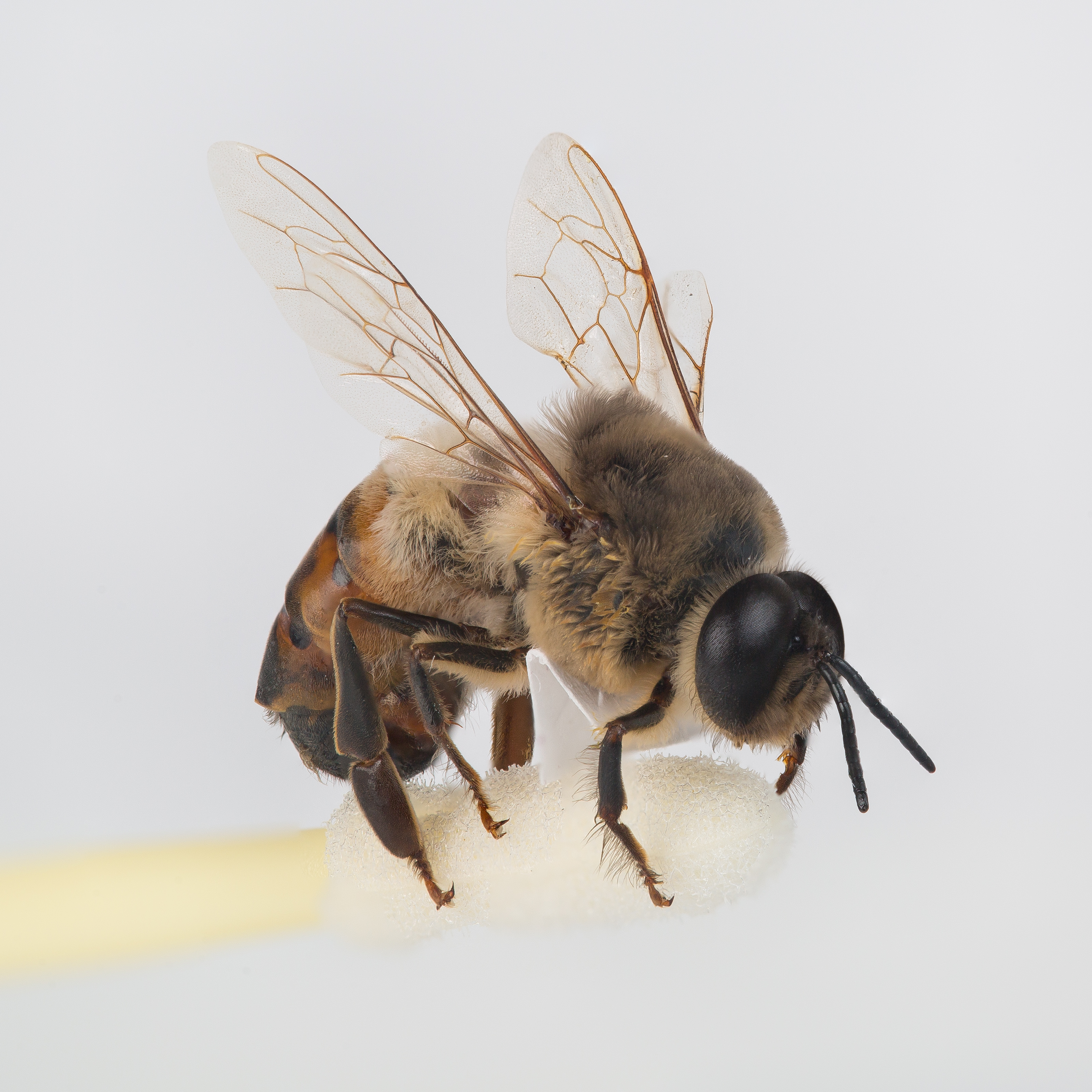

수벌(drone)은 수컷 꿀벌이다. 암컷인 일벌과 달리 독침이 없으며, 꿀도 꽃가루도 모으지 않는다. 수벌은 오로지 여왕벌과 교미하기 위해 존재한다.
수벌은 암벌(일벌, 여왕벌)보다 눈이 두 배 더 크다. 몸집은 일벌보다 크고 여왕벌보다 작다. 복부는 여왕벌보다 짧다. 몸이 무겁지만 교미비행 때 여왕벌을 따라잡을 만큼 충분히 빠르게 날 수 있다.
재래꿀벌 군락에는 한여름철에 수벌이 200 마리 정도 있다. 수벌들은 늦가을 이후 일벌들에게 죽임을 당하거나 벌집 밖으로 내쫓긴다. 이후 내년 늦봄이 되기 전까지 수벌은 새로 태어나지 않는다.